# وسایل نقلیه زره‌پوش

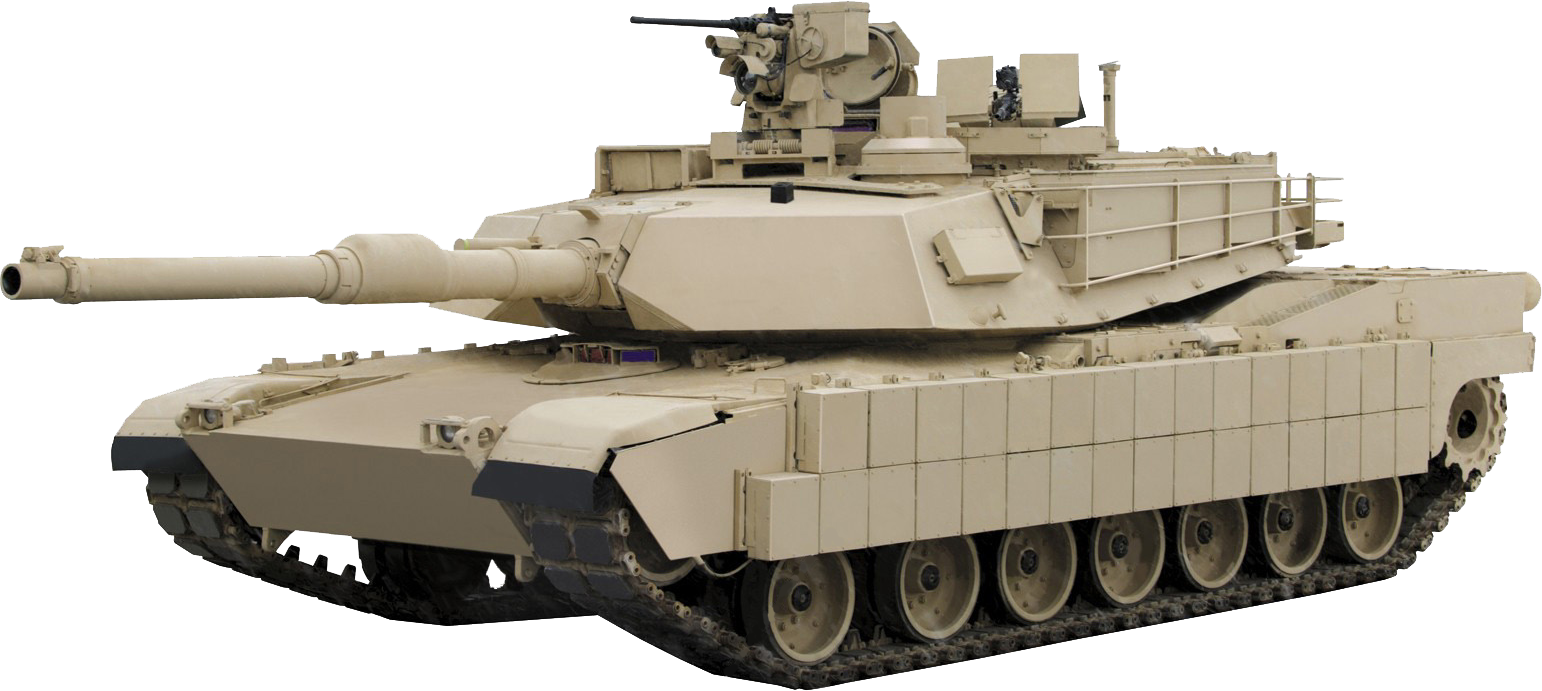
ارتش ایالات متحده M1 Abrams MBT در ارتقا TUSK از زره‌های کامپوزیت، واکنش پذیر و تخته سنگ استفاده می‌کند

وسایل نقلیه نظامی زره پوش برای مقاومت در برابر ضربه گلوله، موشک یا پوسته، از پرسنل داخل در برابر آتش دشمن محافظت می‌کنند. این وسایل نقلیه شامل وسایل نقلیه زرهی مانند تانک، هواپیما و کشتی است.
وسایل نقلیه غیرنظامی نیز ممکن است زرهی باشند. این وسایل نقلیه شامل خودروهایی است که توسط مقامات استفاده می‌شود (به عنوان مثال، لیموزین‌های ریاست جمهوری)، خبرنگاران و دیگران در مناطق درگیری یا جاهایی که جنایات خشونت‌آمیز رایج است از این وسایل استفاده می‌کنند. خودروهای زرهی غیرنظامی نیز به‌طور معمول توسط ارگان‌های امنیتی برای حمل پول یا اشیاء قیمتی مورد استفاده قرار می‌گیرند تا خطر سرقت محموله را کاهش دهند.
وسیله زره پوش ممکن است در برابر تهدیدات غیرعمدی نیز استفاده شود. برخی از فضاپیماها مجهز به زره مخصوص برای محافظت از آنها در برابر ضربه‌های قطعات ناخواسته فضایی هستند. در هواپیماهای مدرن، موتورهای جت معمولاً توسط یک نوع روکش (نوار آرامید کامپوزیت کولار) مقاوم میشوندتا به بدنه، فن، کمپرسور یا تیغه‌های توربین آسیبی نرسد.
طراحی و هدف خودرو مقاومت زره را تعیین می‌کند، زیرا آبکاری غالباً بسیار سنگین است و زره سنگین، تحرکت را محدود می‌کند. به منظور کاهش این مشکل، برخی از مواد جدید (نانومواد) و ترکیب مواد مورد بررسی قرار می‌گیرند که شامل صفحات زره پوش سطحی، و فوم آلومینیومی است.

## مواد

### فلزات

#### فولاد
زره همگن نورد شده قوی، سخت و سفت است (در هنگام ضربات با ضربات سریع و سخت، خرد نمی‌شود). فولاد با این خصوصیات با پردازش سطوح فولاد چدنی در اندازه مناسب و سپس نورد آنها در صفحات با ضخامت مورد نیاز تولید می‌شود. نورد و شکل دهی (چکش زدن به فولاد در هنگام گرم شدن گرم) آهن اضافی را از ساختار دانه در فولاد خارج کرده و نواقصی را که باعث کاهش مقاومت فولاد می‌شوند، از بین می‌برد. نورد همچنین ساختار دانه در فولاد را دراز می‌کند تا خطوط طولانی ایجاد کند، که این تنش را در هنگام بارگذاری در طول فلز پخش می‌کند و باعث می‌شود تمرکز تنش نداشته باشیم.

#### آلومینیوم

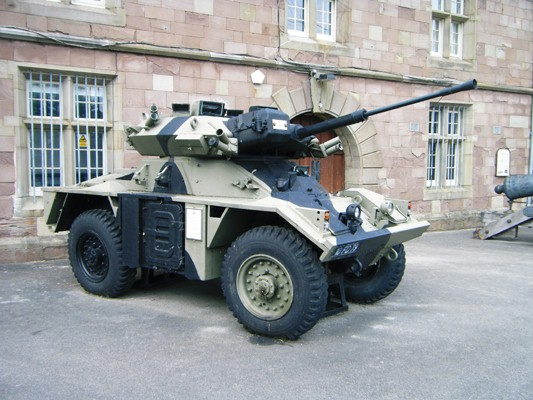
Fox CVR (W) بریتانیا عمدتاً از آلومینیوم ساخته شده بود.

آلومینیوم در مواقعی که وزن سبک مهم است استفاده می‌شود. بیشترین کاربرد آن در APCها و خودروهای زرهی است. گرچه مطمئناً قویترین فلز نیست، اما ارزان، سبک و به اندازه کافی سخت است که می‌تواند به عنوان زره ای آسان عمل کند.

#### آهن
از آهن رات (نوعی آهن که کم‌تر از ۳٪ کربن دارد و بسیار مقاوم است) در کشتی‌های جنگی استفاده می‌شد. در کشتی‌های جنگی اولیه اروپا از ۱۰ تا ۱۳ سانتی‌متر از این نوع بر روی یک متر چوب استفاده می‌شد. از آنجا که فولاد مقاوم تر است جایگزین آهن رات شده است.

#### تیتانیوم
چگالی تیتانیوم تقریباً دو برابر چگالی آلومینیوم است، اما به اندازه آهن قوی است؛ بنابراین، علی‌رغم گران بودن، در مناطقی که وزن مشکلی ایجاد نمی‌کند مانند زره شخصی و حمل و نقل هوایی نظامی، کاربرد پیدا می‌کند. برخی از نمونه‌های قابل توجه استفاده از این موارد عبارتند از: USAF A-10 Thunderbolt II و هواپیمای حمله زمینی سوخو-۲۵ ساخت اتحاد جماهیر شوروی و روسیه. استفاده از محفظه تیتانیومی به شکل وان برای خلبان و همچنین Mil Mi Mi -24 هلیکوپتر جنگنده نیز مشاهده شده است.

#### اورانیوم
به دلیل چگالی بالا، اورانیوم خالص شده نیز می‌تواند در زره‌های تانک استفاده شود، که بین ورق‌های صفحه زره فولادی قرار می‌گیرد. به عنوان مثال، برخی تانک آبرامز M1A1HA و M1A2 که تولید اواخر سال ۱۹۹۸ می‌باشد، دارای تقویت کننده DU به عنوان بخشی از زره پوش در قسمت جلوی بدنه و جلوی برجک هستند و برنامه ای برای بهبود بقیه وجود دارد (به زره Chobham مراجعه کنید)

### پلاستیک
پلاستیک نوعی زره وسایل نقلیه موتوری بود که در ابتدا برای کشتی‌های بازرگانی توسط دریاسالار انگلیس در سال ۱۹۴۰ ساخته شد. ترکیب اصلی به عنوان گرانیت ۵۰٪ از، ۴۳٪ ماده معدنی سنگ آهک و ۷٪ قیر توصیف شده است. به‌طور معمول در یک لایه دو اینچ ضخامت اعمال می‌شد و با نیم اینچ فولاد نیز تقویت می‌شد.
زره‌های پلاستیکی در متوقف کردن گلوله‌های سوراخ کننده زره بسیار مؤثر است زیرا ذرات گرانیت سخت گلوله را از خود رد می‌کند، به همین دلیل گلوله بین زره پلاستیکی و صفحه پشتی فلزی متوقف می‌شود. زره پلاستیکی را می‌توان با ریختن آن در حفره ای که توسط صفحه پشتی فولادی و یک قالب چوبی موقتی تشکیل می‌شود ایجاد کرد.
بعضی از زره پوش‌های جنگی (MBT) از پلیمرها استفاده می‌کنند، به عنوان مثال پلی اورتان همان‌طور که در زره پوش اپتیکال "BDD" به کار رفته در T-62 و T-55 مدرن شده است.

### شیشه

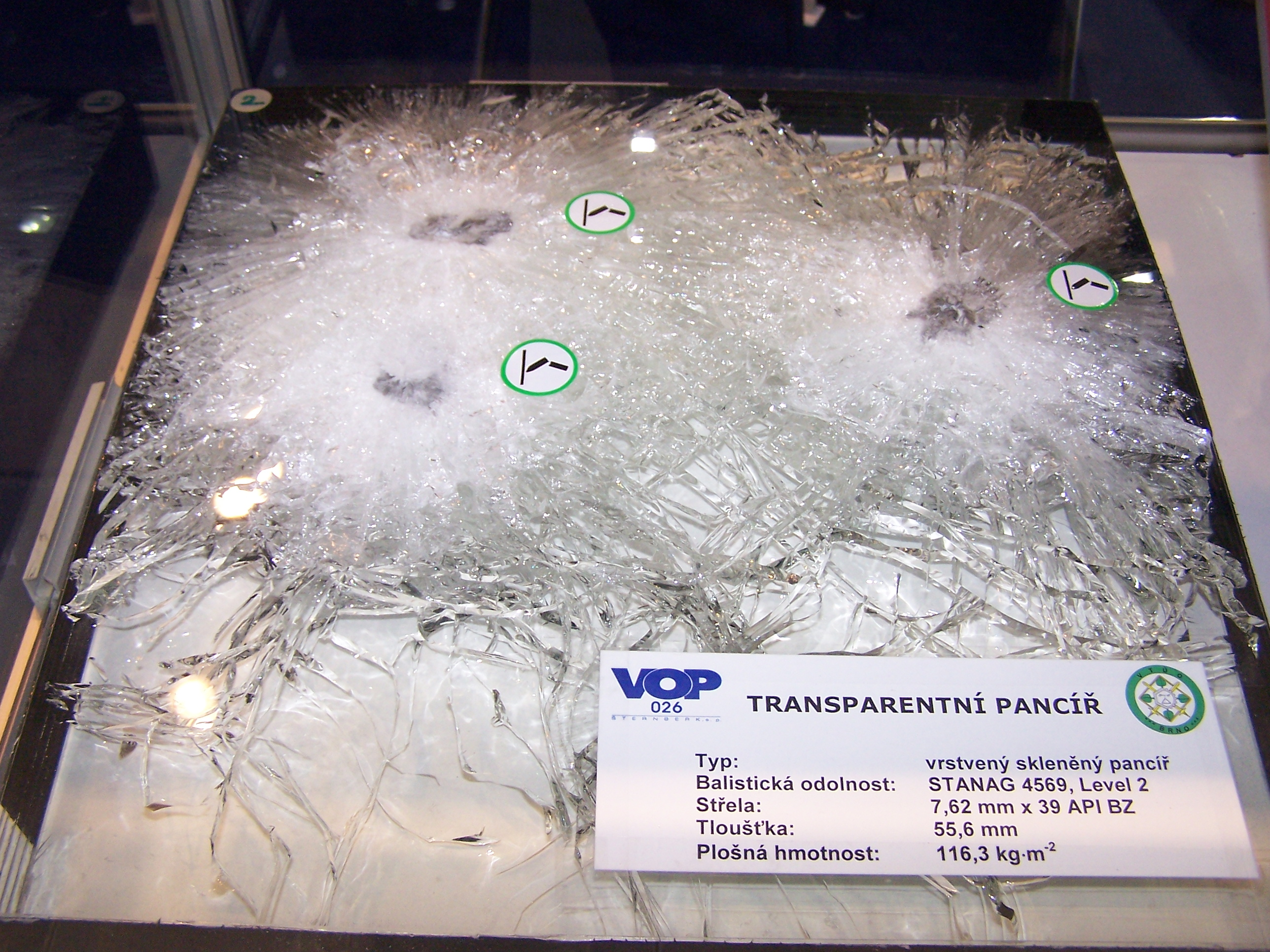
آزمایش بالستیک پانل شیشه ای مقاوم در برابر گلوله

شیشه ضد گلوله یک اصطلاح محاوره ای برای شیشه است که به خصوص در مقابل نفوذ گلوله‌ها مقاوم است. صنعتگران به‌طور کلی از آن به عنوان شیشه مقاوم در برابر گلوله یا زره شفاف یاد می‌کنند.
شیشه‌های مقاوم در برابر گلوله معمولاً با استفاده از ماده محکم اما شفاف مانند پلی کربنات ترموپلاستیک یا با استفاده از لایه‌های شیشه چند لایه ساخته می‌شوند.
نتیجه، ماده ای با ظاهر و رفتار نور گیرنده شیشه استاندارد است که درجات مختلفی از محافظت در برابر گلوله سلاح‌های کوچک را دارد.
لایه پلی کربنات معمولاً از محصولاتی مانند Armormax، Makroclear , Cyrolon، LEXAN یا Tuffak، که اغلب بین لایه‌های شیشه ای به‌طور منظم قرار می‌گیرند ساخته می‌شوند. استفاده از پلاستیک در لایه‌ها، باعث مقاومت در برابر ضربه مانند حمله فیزیکی با چکش، تبر و غیره می‌شود. پلاستیک مقدار کمی مقاومت در برابر گلوله فراهم می‌کند. شیشه که بسیار سخت‌تر از پلاستیک است، گلوله را پهن کرده و از این طریق مانع از نفوذ می‌شود. این نوع شیشه‌های ضد گلوله معمولاً ۷۰ تا ۷۵ میلی‌متر ضخامت دارند.
شیشه‌های مقاوم در برابر گلوله، از ورقه‌های شیشه ای پلی وینیل بوتیرال، پلی اورتان یا اتیلن وینیل استات تشکیل می‌شوند. این نوع شیشه‌های ضد گلوله از زمان جنگ جهانی دوم در وسایل نقلیه جنگی به‌طور منظم مورد استفاده قرار گرفته است. این ورقه‌ها به‌طور معمول در حدود ۱۰۰–۱۲۰ میلی مترضخامت دارند و معمولاً بسیار سنگین هستند.
مواد جدیدتر در حال تولید هستند. یکی از این مواد، اکسینیتیدید آلومینیوم، بسیار سبک‌تر است اما بسیار گرانتر از آلومینیوم می‌باشد.

### سرامیک
مکانیسم دقیق شکست سرامیک در دهه ۱۹۸۰ کشف شد. عکاسی با سرعت بالا نشان داد که مواد سرامیکی در اثر نفوذ، قسمت‌های پرانرژی را از بین می‌برد و هندسه گلوله فلزی را، خراب می‌کند و نفوذ را تا حد زیادی کاهش می‌دهد. لایه‌های سرامیکی همچنین می‌تواند به عنوان بخشی از قسمت‌های کامپوزیتی زره استفاده شود. سختی بالای برخی از مواد سرامیکی به گونه ای عمل می‌کند که انرژی جنبشی پرتابه‌ها را پخش و کم می کند.

### کامپوزیت

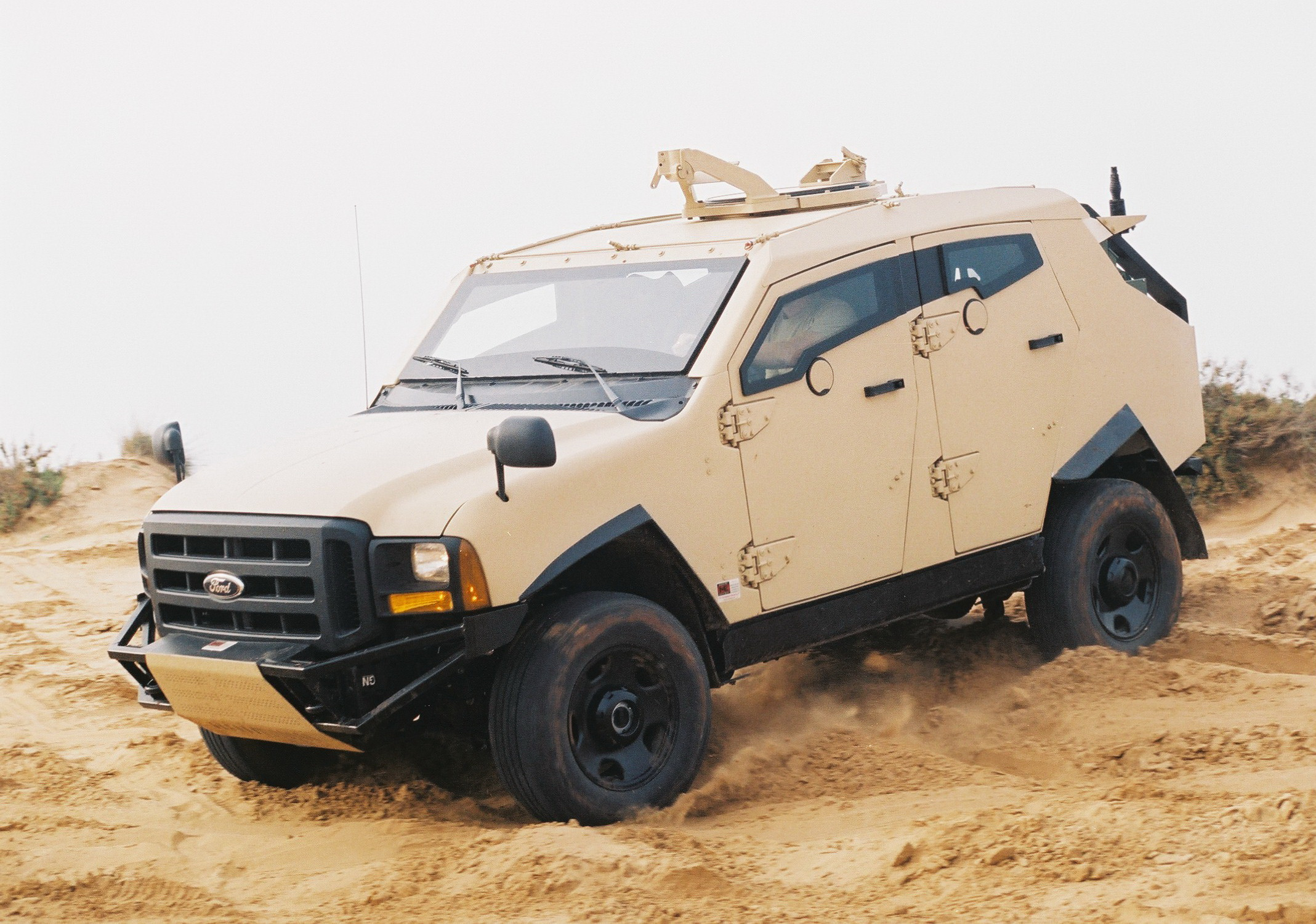
Plasan Sand Cat Light (5t) وسیله نقلیه نظامی که دارای یک بدنهٔ زرهی کامپوزیتی است

زره کامپوزیتی زرهی است که از لایه‌هایی از دو یا چند ماده با خصوصیات فیزیکی متفاوت استفاده می‌کند. فولاد و سرامیک رایج‌ترین نوع مواد در زره کامپوزیت است. زره کامپوزیتی در ابتدا در دهه ۱۹۴۰ توسعه یافت، البته دیر مورد استفاده قرار گرفت و نمونه‌های اولیه اغلب در مواجهه با زره‌های جدیدتر مانند زره چوبام نادیده گرفته شد. مقاومت زره کامپوزیتی به ترکیب آن بستگی دارد و ممکن است در برابر نفوذ کننده و همچنین مهمات بارشی شکل مؤثر باشد. فلزات سنگین گاهی اوقات به‌طور خاص برای محافظت در برابر نفوذ کننده‌ها به کار می‌روند.
زره کامپوزیتی مورد استفاده در تانک‌های غربی و اسرائیلی عمدتاً از عناصر زره (NERA) تشکیل شده است. این عناصر غالباً یک ورقه هستند که از دو صفحه سخت (معمولاً استیل با سختی بالا) تشکیل شده و مقداری از لایه‌های با چگالی کم بین آنها وجود دارد. در اثر ضربه، لایه‌ها متلاشی می‌شوند و صفحات را جابجا می‌کنند، qvضربه را پخش می‌کنند و باعث از بین رفتن انرژی جنبشی می‌شوند. در پشت این بخش، قسمت پشتیبان وجود دارد که برای متوقف کردن گلوله تخریب شده یا عنصر پرتاب شده ساخته شده است، که ممکن است از فولاد با سختی بالا باشد، یا مقداری کامپوزیت از فولاد و سرامیک یا احتمالاً اورانیوم باشد.
تانک جنگی اتحاد جماهیر شوروی (T-64)، از زره کامپوزیتی استفاده می‌کرد که اغلب شامل مقداری مواد کم چگالی بین صفحات فولادی بود یا از بخش ریخته‌گری شده مقاوم، به عنوان مثال ترکیب K استفاده می‌کردند. به عنوان مثال، قسمت جلو و برجک T-64 در ابتدا با آلومینیوم پر شده بود و سپس بخش‌های سرامیکی و آلومینیومی نیز اضافه می‌شد، همچنین برخی از مدل‌های T-72 دارای بخش شیشه ای به نام «کوارتز» هستند. زره تانک اغلب از یک ترکیب از فولاد و برخی از مواد با چگالی کم، یا متوولیت (پلیمر تقویت شده با فایبرگلاس) یا صفحات سرامیکی ساخته می‌شد.

## کشتی‌ها

نمودار عناصر مشترک زره‌های جنگی. زره اصلی توسط "A" مشخص شده است.

زره، یک لایه از کروم است که در خارج از بدنه (شناور) استفاده می‌شود. به عنوان مثال در کشتی جنگی، رزمناو و برخی از ناوهای هواپیمابر.
به‌طور معمول، لایه پوشیده شده از عرشه شروع شده و زیر کشتی را در بر می‌گیرد. اگر به جای تشکیل بدنه بیرونی در داخل بدنه ساخته شود، می‌توان آن را در یک زاویه خاص قرار داد تا حفاظت را بهبود بخشد.
در هنگام برخورد به یک پوسته یا اژدر، زره برای جلوگیری از نفوذ، طراحی شده است که یا ضخیم است، یا شیب آن به حدی است که باعث می‌شود یکی از پرتابه‌ها منحرف شود. غالباً، زره اصلی به یک صفحه اصلی اژدر که چند متر در پشت آن قرار گرفته بود، وصل می‌شد، به گونه ای که برای حفظ تمام بخش‌های کشتی به کار می‌رفت.
فضای هوا بین زره و بدنه نیز باعث می‌شود شناور پایدارتر شود. چندین نوع کشتی جنگی دارای زره نازک‌تر و کم عمق تر از حد مطلوب است تا بتواند در حفظ مقاومت بهبود ببخشد.

## هواپیما
آبکاری زره در هواپیماها متداول نیست، معمولاً به جای بالابردن مقاومت در برابر ضربه، به سرعت و قدرت مانور برای جلوگیری از آتش‌سوزی متکی هستند. علاوه بر این، هر زره ای که قادر به متوقف کردن قطعات ضد موشکی کالیبر بزرگ یا قطعات موشکی باشد، منجر به وزن بسیار زیاد خواهد شد؛ بنابراین، فقط قسمتهای حیاتی یک هواپیما، مانند صندلی خروجی و موتورها زره پوش هستند. این منطقه جایی است که تیتانیوم به عنوان آبکاری زره ای به‌طور گسترده مورد استفاده قرار می‌گیرد. به عنوان مثال، هواپیماهای حمله زمینی Sukhoi Su-25 ساخت شوروی و همچنین هلیکوپتر حمله زمینی Mil Mi-24 Hind، خلبان در یک محفظه تیتانیومی معروف به «وان حمام» قرار می‌گرفتند. علاوه بر این، هواپیماهای بزرگتر حتی در استفاده غیرنظامی، معمولاً از مواد مقاوم در برابر ضربه ساخته می‌شوند تا از آسیب در برخورد پرندگان یا سایر برخوردها جلوگیری کنند.

## وسایل نقلیه جنگی زرهی
سنگین‌ترین خودروهای زرهی امروز تانک‌های جنگی هستند که پیشرو نیروهای زمینی است و برای مقاومت در برابر موشک‌های ضد تانک، نفوذ کننده‌ها، تهدیدات NBC و در برخی از تانک‌ها حتی پوسته‌های شیب دار طراحی شده است. مخازن مرکاوا اسرائیل به گونه ای طراحی شده بود که هر بخش مخزن به عنوان زره پشتیبان اضافی برای محافظت از خدمه عمل می‌کرد. زره بیرونی مدولار است و امکان تعویض سریع زره‌های آسیب دیده را فراهم می‌کند.

### چیدمان
برای کارایی، سنگین‌ترین زره پوش بر روی یک خودروی جنگی زرهی (AFV) در قسمت جلوی آن قرار داده شده است. تاکتیک‌های تانک، وسیله نقلیه را ملزم می‌سازد که همیشه در مسیرهای احتمالی آتش‌سوزی دشمن تا حد امکان، حتی در عملیات دفاعی یا عقب‌نشینی، مقابله کند.
زره‌های شیب دار و خمیده هر دو می‌توانند محافظت از آن را افزایش دهند. با توجه به ضخامت ثابت صفحه زره پوش، یک پرتابه که در یک زاویه برخورد می‌کند باید بیش از یک ضربه عمود بر زره نفوذ کند. یک سطح زاویه دار نیز باعث می‌شود که احتمال پخش نیروی پرتابه وجود داشته باشد. این را می‌توان در طرح‌های v-hull مشاهده کرد، که نیروی یک ماده منفجره بدست آمده یا مین را به دور از محوطه خدمه هدایت می‌کنند و باعث افزایش بقای خدمه می‌شوند.

### لایه ویزه
در طول جنگ سرد، بسیاری از AFVها دارای لایه ویزه در داخل زره هستند که به منظور محافظت از خدمه و تجهیزات داخل از تکه‌تکه شدن (اسپلینگ) رها شده از اثر گلوله‌های دشمن، به ویژه کلاهک‌های انفجاری طراحی شده است. لایه‌های ویزه از Kevlar , Dyneema , Spectra Shield یا مواد مشابه ساخته شده است.

### زره اضافی

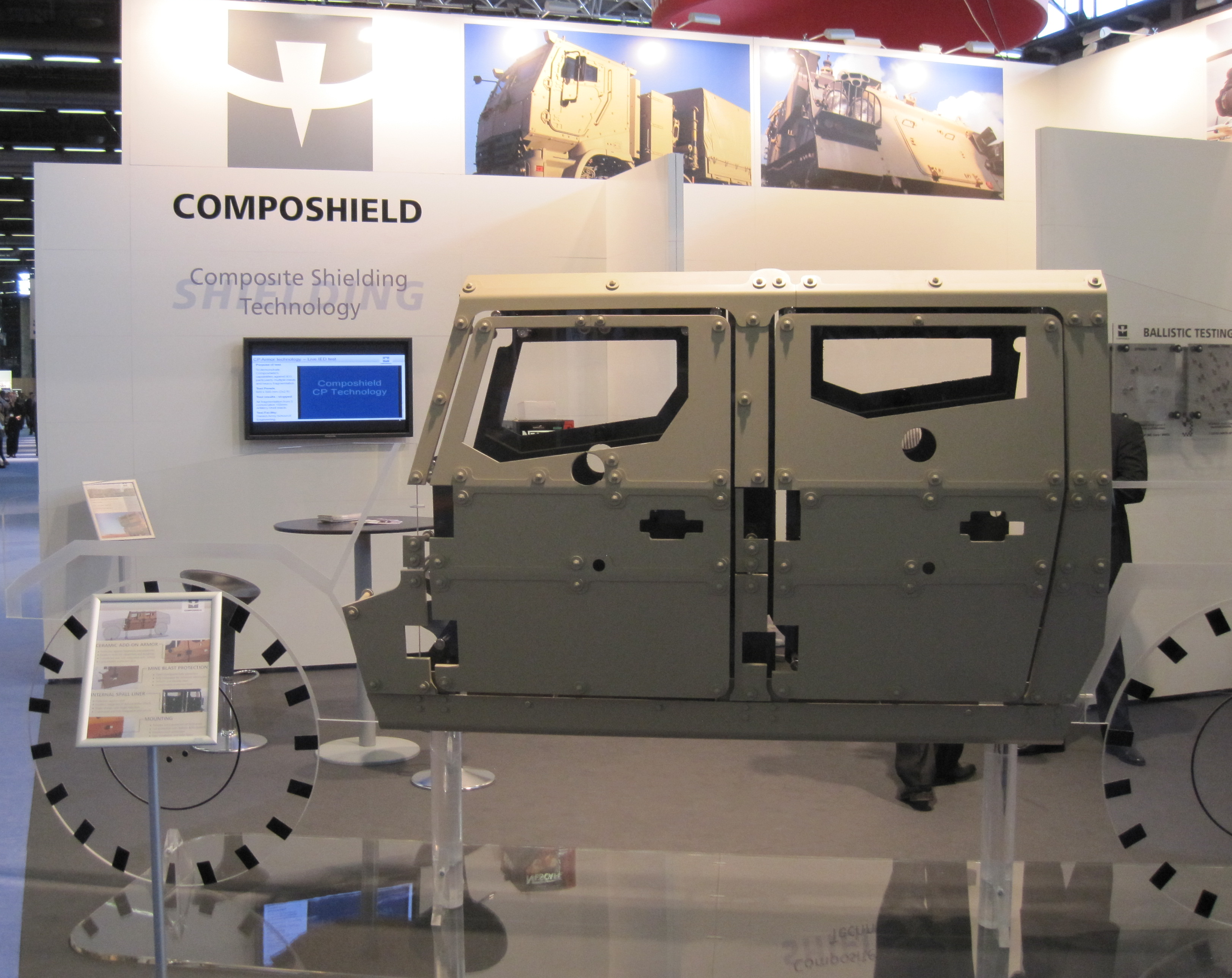
کیت زره افزودنی کامپوزیت خودرو

زره پوش Appliqué، یا زره‌های اضافی، شامل صفحات اضافی است که بر روی پوسته یا برجک یک AFV نصب شده است. این صفحات می‌توانند از هر ماده ساخته شده و به گونه ای طراحی شوند که در قسمت مقاومت در برابر سلاح‌هایی که می‌توانند به زره اصلی وسیله نقلیه نفوذ کنند، در یک AFV قرار گیرند. مزیت زره‌های اضافی امکان تنظیم سطح محافظت از وسیله نقلیه در یک تهدید خاص است.

### بهبود یافته
زره‌های وسایل نقلیه گاهی در وسط درگیری مسلحانه توسط خدمه وسایل نقلیه یا واحدهای جداگانه بهبود می‌یابند. در جنگ جهانی دوم، خدمه تانک‌های انگلیس، کانادا و لهستان نوارهای اضافی مسیر تانک را به تپه‌های تانک المانی خود جوش دادند. خدمه تانک آمریکایی اغلب کیسه‌های شن و ماسه ای را در پوسته و برجهای تانک المانی، که اغلب در قفس پیچیده‌ای از تسمه ساخته شده بود، اضافه می‌کردند. برخی از تانک‌های المانی در مزرعه با صفحات یخچالی و سایر زره‌های برش خورده از مخازن خراب شده برای ایجاد مخزنی به نام مخزن حمله زره پوش M4A3E2، استفاده می‌کردند. در جنگ ویتنام، " کامیونهای اسلحه " آمریکا با کیسه‌های ماسه ای و صفحه زره پوش فولادی ساخته شده زره پوش شدند. اخیراً، سربازان آمریکایی در عراق زره پوش هاموی و وسایل نقلیه حمل و نقل نظامی مختلف را با مواد قراضه به دست آورده‌اند: این امر توسط آمریکایی‌ها به عنوان " زره پوش تپه " شناخته شده است. 

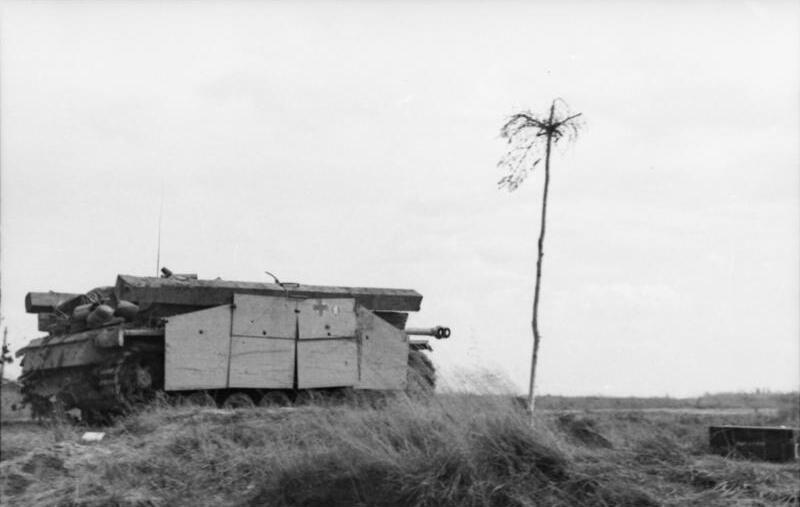
Sturmgeschütz III با صفحات زره پوش فاصله دارد.

زره پوش با دو یا چند صفحه با فاصله از هم، به نام زره پوش فاصله، از زمان جنگ جهانی اول، جایی که در تانک‌های Schneider CA1 و Saint-Chamond مورد استفاده قرار گرفت، مورد استفاده قرار گرفته است. زره پوش با فاصله، در چندین موقعیت ممکن است سودمند باشد. به عنوان مثال، این می‌تواند اثربخشی نفوذ کننده‌های انرژی جنبشی را کاهش دهد، زیرا تعامل با هر صفحه می‌تواند باعث ریزش، انحراف، تغییر شکل، یا تجزیه شود. این اثر می‌تواند در هنگام شیب زره تقویت شود. زره پوش با فاصله نیز می‌تواند محافظت بیشتری در برابر پرتابه‌های HEAT ارائه دهد. این اتفاق می‌افتد زیرا کلاهک می‌تواند زودتر (در سطح اول) منفجر شود، به طوری که مایع فلزی که تولید می‌شود، انسجام خود را قبل از رسیدن به زره اصلی و از بین رفتن بر روی ناحیه وسیع تر از دست می‌دهد. گاهی اوقات سطوح داخلی این حفره‌های توخالی شیب دار می‌شوند و زاویه‌هایی را در مسیر پیش‌بینی شده کلاهک ایجاد می‌کنند تا بیشتر قدرت آن را از بین ببرد. صفحات زرهی نسبتاً نازک، مش فلزی دار یا دارای صفحات تخته سنگی، بسیار سبک‌تر از زره‌های کاملاً محافظ، می‌توانند بکلاهک را منحرف کنند تا از محافظت بیشتری در برابر چنین سلاح‌هایی محافظت کند. این را می‌توان در تانک آلمانی جنگ میانه و اواخر جنگ جهانی دوم و همچنین بسیاری از خودرو زره‌پوش جنگی مدرن مشاهده کرد. به‌طور کلی، زره‌های فاصله دار می‌توانند ضمن صرفه جویی در وزن، محافظت قابل توجهی افزایش دهند.
سپر آنالوگ Whipple از اصل زره پوش استفاده می‌کند تا از فضاپیما در برابر ضربه میکرومتروئیدهای خیلی سریع محافظت کند. برخورد با دیوار اول ذرات ورودی را ذوب کرده یا می‌شکند و باعث می‌شود که قطعات در هنگام ضربات به دیواره‌های بعدی بر روی یک منطقه وسیع تر پخش شوند.

### شیب دار

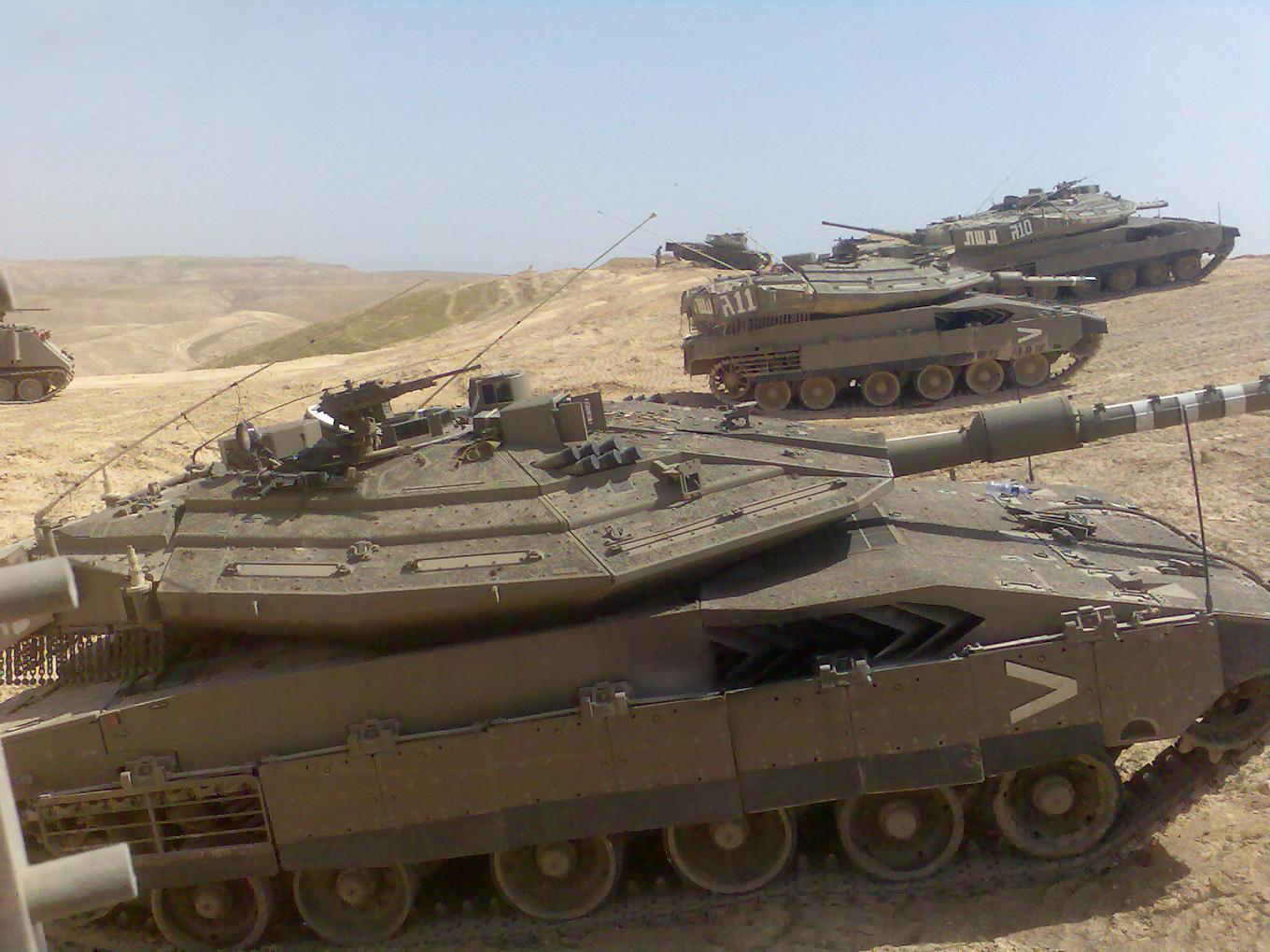
مرکاوا از زره‌های شیب دار شدید روی برجک بهره می‌برد

زره پوش شیب دار زره پوشی است که در یک زاویه غیر عمودی و غیر افقی نصب می‌شود، به‌طور معمول در تانک و سایر وسایل نقلیه زره پوش. با توجه به سطح عادی زره، ضخامت صفحه آن، افزایش شیب زره با افزایش ضخامت اندازه‌گیری شده در صفحه افقی، سطح محافظ آن را بهبود می‌بخشد، در حالی که برای چگالی مساحت معینی از زره می‌توان محافظت را افزایش داد یا بسته به مواد زره پوش مورد استفاده و ویژگی‌های پرتابه برخورد آن، اثرات شیب را کاهش داد. افزایش محافظت ناشی از افزایش شیب، ضمن ثابت نگه داشتن ضخامت صفحه، ناشی از افزایش متناسب چگالی سطح و در نتیجه جرم است و بنابراین هیچ فایده ای برای وزن ندارد؛ بنابراین، سایر اثرات احتمالی شیب، از قبیل انحراف، تغییر شکل و پنهان‌کاری یک پرتابه، دلایل اعمال زره‌های شیب دار در طراحی وسایل نقلیه زره پوش بوده است. انگیزه دیگر این واقعیت است که زره شیب دار روشی کارآمدتر برای پوشاندن تجهیزات لازم است زیرا حجم کمتری را با مواد کمتری محصور می‌کند. هرچند که به احتمال زیاد ضربه به پوسته برسد و به دلیل اینکه در جهت طولی یک وسیله نقلیه شیب بیشتری وجود دارد.

### واکنشی

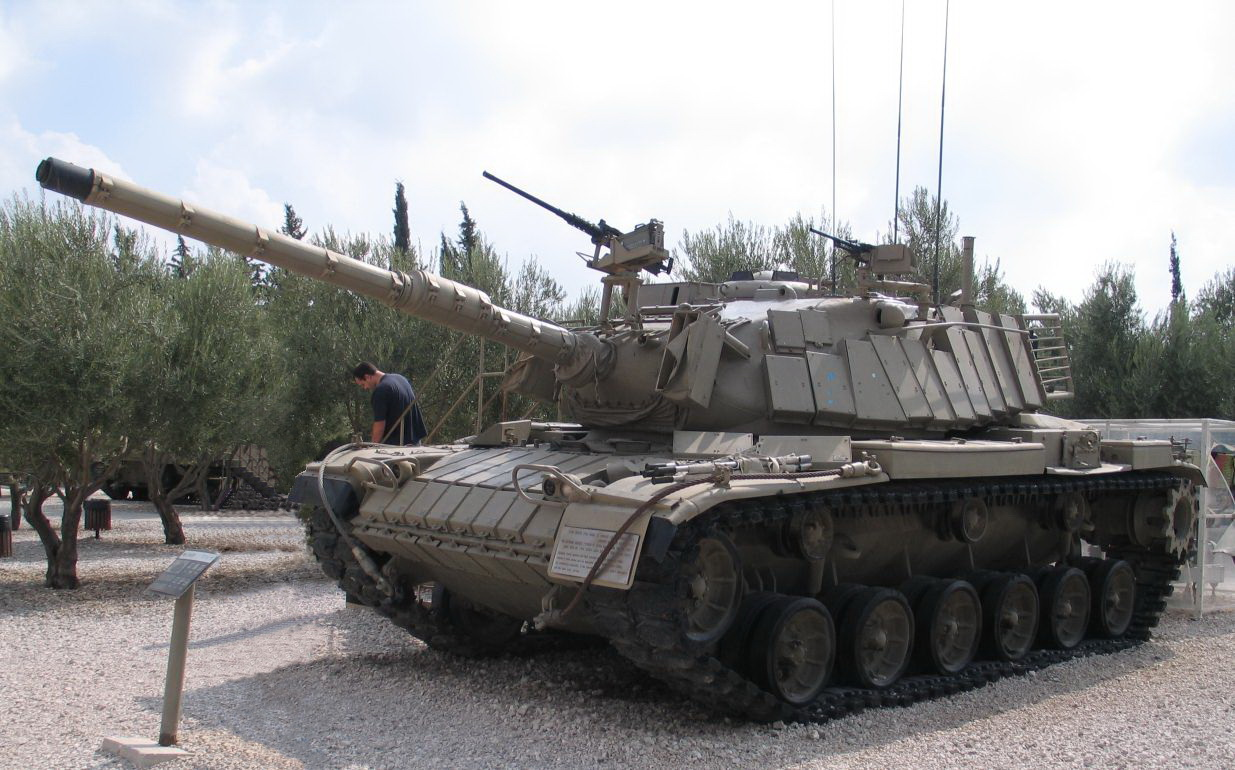
مخزن M60A1 پاتون با اسرائیل Blazer ERA.

زره واکنشی، ابتدا توسط محقق آلمانی مانفرد هلد هنگام کار در اسرائیل ساخته شد، از لایه‌هایی از مواد منفجره که بین صفحات فلزی ساخته شده استفاده می‌شود. هنگامی که یک کلاهک با زره برخورد می‌کند، مواد منفجره منفجر شده و صفحات فولادی را به کلاهک سوق می‌دهد و انرزی انرا کاهش می‌دهد (معمولاً مس در حدود ۵۰۰ درجه سانتیگراد درجه سانتیگراد است؛ می‌توان با فشار کافی مانند آب جریان پیدا کرد). . ERA «نور» سنتی در برابر نفوذ کننده‌های جنبشی کمتر مؤثر است. با این وجود، زره‌های واکنشی «سنگین» محافظت بهتری را ارائه می‌دهد. تنها نمونه ای که در حال حاضر در سرویس گسترده است ، کنتاکت ۵ روسیه است. زره واکنشی منفجره تهدیدی برای سربازان خودی در نزدیکی وسیله نقلیه است.
زره واکنشی، از موادی استفاده می‌کند که هندسه آنها را تغییر می‌دهد تا در اثر استرس ضربه، محافظت کند.
همچنین دارای سیستم حفاظت فعال می‌باشد که از یک سنسور برای شناسایی پرتابه ورودی استفاده می‌کنند و یک ماده ضد انفجار را به صورت انفجاری در مسیر خود پرتاب می‌کنند.

### محکم

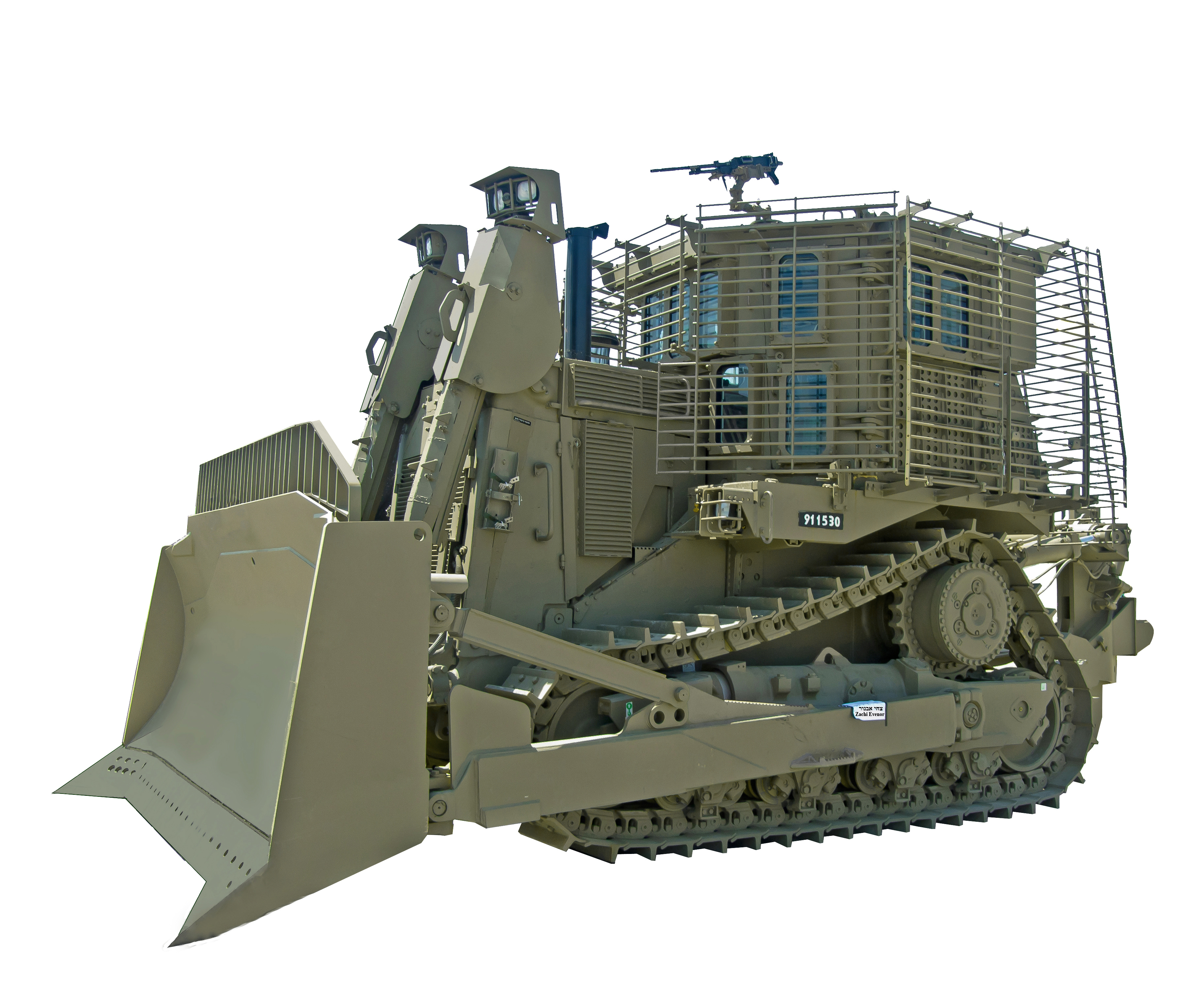
IDF Caterpillar D9 بولدوزر زره پوش با زره اسلات (علاوه بر صفحات زره پوش و پنجره ضد گلوله). موشک‌های زرهی D9 موشک‌های RPG و حتی ATGMهای 9K11 Malyutka (AT-3 Sagger) را خنثی کردند.

زره اسلات برای محافظت در برابر موشک‌های ضد تانک طراحی شده است. در این زره شکافها به گونه ای قرار گرفته‌اند که کلاهک قبل از انفجار تا حدی تغییر شکل داده است یا مکانیسم فیوزینگ آسیب دیده است، در نتیجه از انفجار کامل جلوگیری می‌شود. از آنجا که موشک‌های ضد تانک به ساختار بسیار خاصی متکی هستند، هرگونه اختلال در این سازه، تأثیر انفجار را کاهش می‌دهد. زره‌های اسلات را می‌توان با طرح‌هایی مانند RPG-27 و آرپی‌جی-۲۹ شکست داد.

### شارژ الکتریکی
زره پوش الکتریکی از پیشرفتهای اخیر در انگلستان توسط آزمایشگاه علوم و فناوری دفاعی است. وسیله نقلیه دارای دو پوسته نازک است که توسط مواد عایق جدا شده‌اند. پوسته بیرونی بار الکتریکی زیادی دارد، در حالی که پوسته داخلی در زمین است. اگر یک پرتابه ورودی وارد پوسته بیرونی شود و پلی بین پوسته‌ها تشکیل شود، انرژی الکتریکی از طریق پوسته تخلیه می‌شود و پرتابه را متوقف می‌کند. آزمایش‌ها تاکنون بسیار امیدوارکننده بوده است و امید می‌رود که سیستم‌های پیشرفته بتوانند در برابر نفوذ کنندگان KE محافظت کنند. توسعه دهندگان سری Future Effect Rapid System (FRES) سری وسایل نقلیه زرهی در حال بررسی این فناوری هستند. 